# Миро Вишић
Миро Вишић (Книн, 6. новембар 1919 — околина Тузле, 17. јул 1943) био је учесник Народноослободилачке борбе и народни херој Југославије.

## Биографија
Рођен је 1919. године у Книну, у сиромашној радничкој породици. Његов отац Штипан родом из Миљеваца недалеко од Дрниша, селио се од места до места за кором круха за троје деце и Миро је често морао да мења средине. Тек када се Штипан запослио као пекарски радник у Шибенику, смирио се. Живео је и школовао се у Шибенику. Осми разред завршио је с одличним успехом и био ослобођен полагања испита зрелости. Био је секретар најпре месног, а затим Окружног комитета СКОЈ-а за северну Далмацију. У Загребу је уписао Филозофски факултет. Због револуционарног рада био је 1939. године протеран с факултета. Био је главни организатор омладинског покрета у северној Далмацији.
Након капитулације краљевине Југославије 1941, с групом шибенских омладинаца из војних објеката извукао је више пушака, пиштоља, бомби, нешто муниције и два пушкомитраљеза. У борбу је отишао с Првим шибенским партизанским одредом који је окупио тридесет једног борца и кренуо је с брда Писак 12. августа 1941. према Босни. Половином 1942. године, Штаб 4. оперативне зоне поставио га је за политичког комесара батаљона „Старац Вујадин“, а почетком 1943. године за политичког комесара Треће далматинске бригаде. Пошто је ова бригада претрпела велике губитке током битке на Сутјесци, она је расформирана, а њено људство једним делом упућено у Другу далматинску бригаду. Био је политички комесар, а затим заменик политичког комесара Првог батаљона Друге далматинске бригаде.
Забележен је остао његов поступак током преношења рањеника преко планине Прења. Исцрпљени од глади, напора и зиме, изнурени борци падали су под носилима. Када је све било стало, Миро је предложио члановима штаба бригаде да за лични пример сви скупа преузму носила. Цео штаб је подметнуо рамена под носила. Борцима више није требало наређивати. Под носилима су многи умрли.
У пробоју кроз Зеленгору Миро је много допринео да батаљон изађе из тешке ситуације. Он је лично тражио од команданта да буде на челу батаљона, а он на зачељу и да не дозволе да им и један борац изостане. Имао је коња, али га није јахао него га је препуштао рањеним друговима и другарицама, болесним и изнемоглим.
Дана 17. јула 1943. године, Немци су с надмоћнијим снагама напали у селу Катанићима у источној Босни, недалеко од Тузле Први батаљон Друге далматинске пролетерске бригаде и успели да га јаком митраљеском и минобацачком ватром натерају у јаругу. Борцима је требало брзо, један по један да се дохвате узвисине. Миро је помагао болеснима да се извуку из јаруге. Он је остао последњи с другарицом Миком Мартић. Када се њих двоје почело извлачити, покосио их је рафал из непријатељског митраљеза. Тако је Миро Вишић погинуо 17. јула 1943. године на планини Озрен као помоћник комесара батаљона у борби против 369. легионарске дивизије.
Указом председника Федеративне Народне Републике Југославије Јосипа Броза Тита, 27. новембра 1953. године, проглашен је за народног хероја.